# Abayneh Hillo
République fédérale démocratique d'Éthiopie
Abayneh Hillo (Ge'ez: አባይነህ ሂሎ) est un des 112 membres du Conseil de la Fédération éthiopien. Il est un des 54 conseillers de l'État des nations, nationalités et peuples du sud et représente le peuple Malle.